# 데이비드 배키스
데이비드 앤서니 배키스(영어: David Anthony Backes, 1984년 5월 1일 ~ )는 미국의 은퇴한 아이스하키 선수로 포지션은 센터이다. 현역 시절에 내셔널 하키 리그(NHL)의 세인트루이스 블루스, 보스턴 브루인스, 애너하임 덕스에서 뛰었다.
미국 국가대표팀 선수로 국제 대회에 참가했으며, 올림픽에 2회 참가하여 2010년 동계 올림픽에서 은메달을 획득했다. 세계 아이스하키 선수권 대회에는 총 3번 참가했다.